# Koratikere, Hosadurga
Koratikere là một làng thuộc tehsil Hosadurga, huyện Chitradurga, bang Karnataka, Ấn Độ.